# Wilbur Marshall Urban
Wilbur Marshall Urban (Mount Joy, Pennsilvània, 1873-1952) fou un filòsof estatunidenc i professor a la Universitat Yale, el qual va escriure sobre religió, axiologia, ètica i idealisme.

## Filosofia
Influït per Ernst Cassirer, el seu pensament se centra en l'anàlisi de la idea de valor i en la noció, íntimament lligada amb aquesta, de la inseparabilitat de l'ésser respecte del valor (posició coneguda com a «ontologia axiomàtica»). Aquesta ontologia es caracteritza en primer lloc per donar una noció fonamentalment intel·ligible de l'ésser. En segon lloc, per proporcionar una sistematització filosòfica que tracta de superar l'antítesi existent entre realisme i idealisme; i, finalment, per recuperar el significat tradicional de la filosofia com philosophia perennis.
Per a Urban, la inseparabilitat del valor i de la realitat és l'única característica constant del món intel·ligible, fins al punt que un món en el qual no es produís tal inseparabilitat deixaria d'ésser intel·ligible. La intel·ligibilitat del món es plasma en dos elements fonamentals: d'una banda, en l'ordre de la realitat intel·ligible, en el qual la vida adquireix significat i valor; per una altra, en un ideal d'explicació filosòfica que permet l'adequada comprensió del món.
Atès que la condició de tot pensament i tot coneixement és la possibilitat de comunicació intel·ligible, la investigació dels fonaments del coneixement filosòfic es veu urgida a reflexionar sobre la forma de desentranyar les condicions de possibilitat d'aquesta mateixa comunicació. Així, el concepte de comunicació intel·ligible, admesa com a possible en virtut de la inseparabilitat entre l'ésser i el valor, esdevé el centre de tota reflexió filosòfica.
És a partir d'ací quan Urban es planteja delinear la superació de l'antítesi, present al llarg de tota la història de la filosofia, entre idealisme i realisme. L'ingredient de l'idealisme es plasma en la referència intrínseca de la veritat al valor. D'altra banda, l'autèntic coneixement consisteix a aconseguir la veritat d'un ésser que transcendeix l'acte del mateix coneixement i que, per tant, es mostra com essencialment independent de la subjectivitat de la ment. És ací on apareix l'element realista. Totes dues posicions només poden conciliar-se si es manté ferm el criteri de la inseparabilitat entre l'ésser i el valor. El realisme (que exigeix un complement idealista) és un realisme onto-axiològic, el qual afirma que el primer principi del coneixement és l'ésser qualificat en el valor i irreductible a l'acte subjectiu que l'aprehèn.

## Obres destades
- The Problem of a "Logic of the Emotions" and Affective Memory (1901)
- Definition and Analysis of the Consciousness of Value (1907)
- Valuation: Its Nature and Laws, Being an Introduction to the General Theory of Value (1909)
- Ontological Problems of Value (1917)
- The Intelligible World: Metaphysics and Value (1929)[5][6]
- The Philosophy of Language (1929)
- The Church and Modern Thought: The Cure of Modern Souls (1931)
- The Church and the Modern World: The New Erastianism (1935)
- Language and Reality: The Philosophy of Language and the Principles of Symbolism (1939)[7]
- Fundamentals of Ethics: An Introduction to Moral Philosophy (1945)
- Beyond Realism and Idealism (1949)
- Humanity and Deity (1951)[2][8]